# Еднозърнест лимец
 Тази статия е за зърнената култура.  За други значения вижте Лимец.  
Еднозърнестият лимец (Triticum monococcum) е вид пшеница, която може да бъде отнесена както към дивите видове пшеница – Triticum boeoticum (или baeoticum), така и към домашните – Triticum monococcum. Дивите и култивираните форми на растението се разглеждат като отделни видове или като подвидове на Triticum monococcum. Той е диплоиден вид на олющената пшеница, с твърда покривна люспа и плътно положени зърна. Култивираната форма се различава от дивата по това, че семената са по-големи и класовете остават цели при съзряването.
Еднозърнестият лимец е една от най-ранно култивираните форми пшеница. Зърна див лимец са открити в разкопки, датиращи от епипалеолита в района на Близкия изток, известен като Плодородния полумесец. Смята се, че за пръв път лимецът е култивиран около 7500 г. пр. Хр. в периода на т. нар. Догрънчарски неолит A и Догрънчарски неолит Б.. Изследваните ДНК отпечатъци водят към предположението, че лимецът първоначално е култивиран близо до Караждаг – област в югоизточна Турция, където са намерени голям брой земеделски поселища от споменатата епоха. В по-късни времена – през бронзовата епоха, отглеждането му постепенно е намаляло за сметка на други култури, за да сведе до днешното му състояние на реликт – полузабравено растение, почти без стопанско значение, отглеждано като регионален вид в Мароко, Турция, страните от бивша Югославия и някои планински райони на Франция. По тези места той се е използвал за производство на булгур и като фураж за селскостопанските животни.

## Токсичност на глутена
Глиадиновият протеин на лимеца не предизвиква алергични реакции у хора, страдащи от целиакия.

## Окултурен еднозърнест лимец
Окултуреният еднозърнест лимец (Triticum monococcum subsp. monococcum) е толерантен към отглеждане на засолени почви. Основното производно изделие е булгур (натрошени зърна).
Генетично възниква преди 10 700 години в сегашна Югоизточна Турция на/около планината Карадаа с надморска височина 1900 m (в превод: Черната планина). Някои предполагат, че успоредна селекция се е извършвала и на Балканския полуостров.
Еднозърнестият лимец е диплоид 2n (два основни набора хромозоми в телесните клетки).